# Camino de Monzalbarba
El camino de Monzalbarba era la principal vía de acceso al barrio de Zaragoza, Monzalbarba, hasta la construcción de un desvío desde la autovía A-68. Este camino medía 8 km, y comunicaba Monzalbarba con La Almozara.
Este camino servía también para comunicar a los vecinos del barrio de La Almozara, con el Parque Deportivo Ebro, principales piscinas del distrito, situadas a unos 3 km.

## Tramo 1
Consta de 3 km, asfaltados, que comunican el barrio de La Almozara, con el Parque Deportivo Ebro. Este tramo se encontraba de buen estado, hoy desaparecido por culpa de la construcción del aparcamiento de la Expo 2008.
Sin embargo, se puede acudir andando o en bici al Parque Deportivo Ebro, por el camino y carril bici construidos a la ribera del río Ebro, con motivo de la Expo 2008

## Tramo 2
Tramo de 5 km, que comunica Zaragoza con el barrio de Monzalbarba. Este tramo hoy solo es frecuentado por vehículos conducidos personas que tienen una parcela próxima, o por ciclistas que lo recorren por diversión. Los vecinos de Monzalbarba casi no frecuentan este camino porque prefieren irse por la autovía, que está en mejor estado, y es más rápida.
Para la Expo 2008 se ha arreglado una parte del camino, la que discurre por la ribera del río Ebro, dentro del plan del seamiento de riberas de Zaragoza. El camino se ha arreglado, se le ha aplicado acera, que antiguamene carecía de ello y carril bici.
- Datos: Q5742358